# (316179) 2010 EN65
2010 إي أن 65 (ويعرف أيضًا باسم (316179) 2010 إي أن 65 وفق تسمية الكوكب الصغير) (بالإنجليزية: 2010 EN65)‏ هو كويكب ضمن حزام الكويكبات؛ وترتيبه 316179 من حيث الاكتشاف.
اكتُشف هذا الجُرم الفلكي بواسطة دافيد ربينويتز في 7 مارس 2010.

## وصلات خارجية
- (316179) 2010 EN65 في قاعدة بيانات مختبر الدفع النفاث لأجرام النظام الشمسي الصغيرة

- الاكتشاف · مخطط المدار ·  العناصر المدارية · المعلمات المادية

- (316179) 2010 EN65 على موقع ويكي سكاي: DSS2, SDSS, GALEX, IRAS, Hydrogen α, X-Ray, Astrophoto, Sky Map, Articles and images